# フライト (MUCCの曲)
「フライト」は、MUCCの17枚目のシングル。2007年5月2日発売。発売元はユニバーサルミュージック。

## 概要
- 通常盤・初回限定盤の二種リリース。初回限定盤はDVD付き。
- DVDには2007年に行われたヨーロッパツアーの映像が収録されている。
- PV監督は野田智雄。撮影に使われたライブの様子は、付属DVDでも見ることができる。
- 「MUCC 10th Anniversary The BRILLIANT」の下で行われた4ヶ月連続リリース第3弾。

## 収録曲

### 通常盤
1. フライト(3:44)
（作詞：逹瑯・ミヤ、作曲：ミヤ・SATOち、編曲：ミヤ・岡野ハジメ）
2. 悲しい話(3:51)
（作詞・作曲：ミヤ、編曲：ミヤ・岡野ハジメ）
3. リブラ Live ver.(2007/03/18 London UK)(5:22)
（作詞：逹瑯、作曲：ミヤ、編曲：ミヤ・岡野ハジメ）
4. 優しい歌 Live ver.(2007/03/23 Saarbrücken GERMANY)(11:08)
（作詞・作曲：ミヤ、編曲：ミヤ・岡野ハジメ）

### 初回限定盤
1. フライト(3:44)
2. 悲しい話(4:09)

## カバー
フライト
- BREAKERZ - 2017年11月22日発売の『TRIBUTE OF MUCC -縁[en]-』に収録。